# Jacques Mathon de La Cour
Jacques Mathon de La Cour (Lyon, 28 de outubro de 1712 – Lyon; 7 de novembro de 1777) foi um matemático e mecânico francês.

## Formação e carreira
Mathon descende de uma família de altos funcionários administrativos que vieram originalmente da região de Dombes. Seu pai, Jacques-Luis Mathon, foi conselheiro de um conde e mais tarde se estabeleceu em Bourg-Argental, onde a família possuía grandes propriedades. Essa riqueza permitiu que Mathon se ocupasse de acordo com suas inclinações. Sua preferência era pelas ciências exatas.
Em 1753 Mathon participou de um concurso da Académie des Sciences de Paris, onde se encontraria um melhor aproveitamento do vento em grandes veleiros. Na verdade, Daniel Bernoulli ganhou a competição, mas Mathon e Leonhard Euler receberam elogios por seu trabalho.
Mathon foi nomeado membro da Académie des sciences, belles-lettres et arts de Lyon em 1740 .
Mathon não se ocupava apenas com matemática. Além da música grega, ele também se interessava por línguas estrangeiras. Ele também estudou a Terra Santa e o Monte do Templo em Jerusalém.
Pai de Charles-Joseph Mathon de La Cour.

## Publicações selecionadas
- Nouveaux éléments de dynamique et de méchanique
- Recherches sur la manière de suppléer a l'action du vent sur les grands vaisseaux
- Nouvelles Machines mues par à la réaction de méchanique
- Essai du calcul des machines mue par la réaction de l'eau